# 米东区
米东区（維吾爾語：مىچۈەن-كۆكتاغ (مىدوڭ) رايونى‎）是中国新疆维吾尔自治区乌鲁木齐市下辖的一个市辖区，是2007年由原乌鲁木齐市东山区和昌吉回族自治州米泉市合并而成。区人民政府驻府前路。

## 建制历史
清朝乾隆三十八年（1773年），设立迪化直隶州。光绪十二年（1886年），迪化直隶州升为迪化府，增设迪化县。民国十年（1921年），迪化县设置乾德县佐。民国十七年（1928年），撤销乾德县佐，设立乾德县，隶属迪化道。乾德县在民国十八年（1929年）隶属第一行政区（迪化区），在民国32年（1943年）隶属迪化专区。1949年新疆和平解放后，1950年3月，乾德县人民政府成立。1954年2月，乾德县更名为米泉县。7月，米泉县改属新成立的昌吉回族自治州。
1981年2月，自治区人民政府决定，在乌鲁木齐以北的石油化工总厂一带成立东山区筹备组，开始进行建区准备工作。1987年11月27日，经国务院同意，设立乌鲁木齐市东山区，以乌鲁木齐县芦草沟乡及水磨沟区卡子湾办事处的行政区域为东山区的行政区域。1996年12月31日，经国务院批准，米泉县改为米泉市。
2005年4月6日，成立中共米东新区工作委员会和米东新区管理委员会。2006年3月1日，撤销中共米泉市委员会和中共东山区委员会。6月5日，米泉市与东山区除人大、政协、公检法外所有部门合并。2007年6月，经国务院同意，撤销米泉市和东山区，成立米东区。8月1日，米东区正式挂牌成立。2007年10月，乌鲁木齐市政府人民政府将米东区芦草沟乡的葛家沟村、石人子沟村和涝坝沟村划归水磨沟区管理。

## 地理气候
米东区东边与甘泉堡国家经济技术开发区和昌吉回族自治州阜康市相邻，南边与水磨沟区和达坂城区相邻，西边与乌鲁木齐高新技术产业开发区（新市区）、昌吉回族自治州昌吉市和五家渠市相邻，北边与阿勒泰地区福海县相邻，总面积3407.42平方公里。受东南部天山山脉影响，米东区地势东南高，西北低，最高点在东南部的艾不里哈斯木达峰，海拔4233.8米，最低处在北部古尔班通古特沙漠南缘的东道海子，海拔418米。
米东区耕地面积29.2万亩（其中农田15.9万亩，有效草场444万亩），森林资源林业用地面积24.29万公顷（其中有疏林地248.72公顷，灌木林地2.68万公顷，宜林地19.12万公顷，沙生灌丛2.37万公顷）。米东区位于欧亚大陆腹地，远离海洋，属中温带大陆性干旱气候，夏季热冬季冷，降水少蒸发多，光照充足。年平均气温平原区为7.2℃、沙漠区5.7℃、山区19℃，年平均降水量127-600毫米，年平均降雪量55毫米，年日照时数2594.8-2962.8小时。径流米东区的河流有古牧地河、芦草沟河、铁厂沟河、八道湾河、碱沟河、洪沟河、白杨河，水库有塔桥湾水库、石化污水库、九道湾水库、大草滩水库、卧龙岗水库、白杨河水库。
米东区有煤、铁、石灰石、大理石、石英沙、陶土、芒硝等矿产资源，其中石灰石储量15亿吨，芒硝储量260万吨，煤炭储量25亿吨，煤层气储量400亿立方米。米东区有10条季节性河流，31条自然河沟，1个自然湖泊，10座中小型水库，地表水资源量3900万立方米。米东区的国家一级保护的动物为雪豹，二级保护动物有马鹿、雪鸡、苍鹰、亚洲黑熊、黄羊、隼等。野生药用植物有200余种，产量较大的有贝母、党参、雪莲、甘草、枸杞、益母茶、大芸、黄莲等。

## 经济
2021年，米东区实现地区生产总值335.23亿元人民币，其中第一产业增加值10.19亿元人民币，第二产业增加值197.40亿元人民币，第三产业增加值127.63亿元人民币。2020年，米东区户籍人口281394人，其中男140881人，女140513人；汉族184169人，回族77408人，维吾尔族11370人，哈萨克族4856人。2020年，米东区城镇居民人均可支配收入43179元人民币，农村居民人均可支配收入22649元人民币。
2021年，米东区完成农业总产值15.43亿元人民币，全年粮食播种面积5.0771千公顷，全年粮食产量77089.83吨。谷物播种面积3.2672千公顷，产量28548.87吨（其中稻谷2.3628千公顷，产量21478.08吨；玉米0.8933千公顷，产量7053.47吨）；豆类播种面积0.0004千公顷，产量1.1774吨；薯类播种面积1.8095千公顷，产量48539.79吨；油料播种面积0.96万亩，产量1741.79吨；蔬菜播种面积2.8693千公顷，产量132590.41吨。全年猪存栏1.57万头，牛存栏4.24万头，羊猪存栏19.41万只，活家禽存栏54.46万只。全年猪肉产品产量0.49万吨，牛肉产品产量0.87万吨，羊肉产品产量0.34万吨，禽肉产量0.17万吨，禽蛋产品产量0.35万吨，水产品产量0.23万吨。
2021年，米东区全部工业企业实现总产值620.19亿元人民币，实现工业增加值165.99亿元人民币，建筑业产值37.09亿元人民币。主要工业产品产量：原油加工量619.32 万吨，原煤449.69万吨，成品钢材552149吨，钢结构184377吨，橡胶轮胎203.98万条，烧碱548236吨，聚丙稀树脂89575吨。米东区现有工业企业534家，有世界500强、中国500强控股企业10家，上市公司11家，高新技术工业企业有27家，战略性新兴产业企业有5家。2021年，共接待国内外游客658.3万人次，实现旅游收入33.30亿元人民币。

## 人口
根據全國第七次人口普查數據顯示：全区常住人口为512810人。

## 行政区划
米东区下辖8个街道办事处、5个镇、2个乡、1个兵团镇分部：石化街道、地磅街道、卡子湾街道、古牧地东路街道、古牧地西路街道、南路街道、永祥街街道、盛达东路街道、古牧地镇、铁厂沟镇、长山子镇、羊毛工镇、三道坝镇、柏杨河乡、芦草沟乡、兵团梧桐镇分部。
| 统计用区划代码 | 名称           | 下辖区划 |
| -------------- | -------------- | --- |
| 650109001000   | 石化街道       | 中兴社区、朝阳社区、安和社区、光明社区、老指挥部社区、奋进社区、佳瑞社区、佳祥社区                                                                                              |
| 650109002000   | 地磅街道       | 东山社区、碱沟社区、大洪沟社区、芦草沟社区、小红沟社区、金河社区、健民社区、东瑞北路社区、东盛社区、卡子湾村                                                                    |
| 650109003000   | 卡子湾街道     | 育林社区、佳园社区、利民社区、象新社区、创业社区、文化路社区、华兴社区、卡子湾社区、华盛社区                                                                                    |
| 650109004000   | 古牧地东路街道 | 新星社区、北苑社区、南苑社区、祥和社区、益民社区、永乐社区、振兴社区、祥瑞社区、丰源社区                                                                                        |
| 650109005000   | 古牧地西路街道 | 新华社区、园艺社区、八方社区、新园社区、安居社区、明珠社区、西营社区、佳和社区、乐业社区、永兴社区、汇祥社区、汇和社区                                                          |
| 650109006000   | 南路街道       | 龙泉社区、同心社区、众和社区、常乐社区、小水渠社区、虹桥社区、兴业社区、金安社区                                                                                                |
| 650109007000   | 永祥街街道     | 华强社区、华瑞社区、华丰社区、华成社区、华裕社区 |
| 650109008000   | 盛达东路街道   | 瑞园社区、瑞华社区、瑞泰社区、瑞兴社区、瑞成社区、瑞康社区、瑞盛社区 |
| 650109100000   | 古牧地镇       | 佳乐社区、泰和社区、上沙河村、大破城村、小破城村、锅底坑村、下沙河村、西二渠村、 太平渠村、西工村、园艺村、皇渠沿村、团结村、东工村、振兴村、下大草滩村、菜园子村               |
| 650109101000   | 铁厂沟镇       | 铁厂沟社区、天山村、八家户村、铁厂沟东村、铁厂沟西村、曙光上村、曙光下村、石化新村、大草滩村                                                                                    |
| 650109002000   | 长山子镇       | 马场湖村、硷梁村、梁东村、吉三泉村、吴家梁村、万家梁村、上梁头村、解放村、黑水村、湖南村、 六户地村、土梁村、高家湖村、大庄子村、三个庄村、土窑子村、新庄子村、二湾村、下梁头村 |
| 650109003000   | 羊毛工镇       | 牛庄子村、红雁湖村、协标工村、羊毛工村、陕西工村、雷家塘村、东方村、卧龙岗村、西庄子村、留子庙村、新建村、柳树庄村、蒋家湾村                                                    |
| 650109004000   | 三道坝镇       | 碱泉子社区、塔桥湾村、天生沟村、西村、东村、头道坝村、新庄子村、东滩村、大庄子村、二道坝村、 上三道坝村、河南村、三道坝村、西阴沟村、四道坝村、杜家庄村、韩家庄村、皇工村       |
| 650109200000   | 柏杨河乡       | 和瑞社区、梧桐窝子村、红柳村、柏杨河村、独山子村、玉西布早村、阿合阿德尔村 |
| 650109201000   | 芦草沟乡       | 集镇区社区、金戈壁社区、东苑社区、芦草沟村、人民庄子村 |
| 650109500000   | 兵团梧桐镇分部 | 八连、九连 |

## 交通
- 京新高速、 乌鲁木齐绕城高速、 216国道、 335国道过境。

## 註解
1. ↑  1929年，迪化道改为第一行政区
2. ↑  1943年，行政区改为专区，第一行政区改为迪化专区